# C' Chartres Métropole handball
C 'Chartres Métropole Handbal is een club van handbal Franse handbalvereniging in Chartres in het departement van Eure-et-Loir in de regio Centre-Val de Loire.

## Bekende (oud)-spelers
- Joris Baart